# Canton de Campagne-lès-Hesdin
Le canton de Campagne-lès-Hesdin est une ancienne division administrative française, située dans le département du Pas-de-Calais et la région Nord-Pas-de-Calais, qui a existé jusqu'au redécoupage cantonal de 2014, et dont les 23 communes ont été rattachées au canton d'Auxi-le-Château.  

## Géographie

Le Canton de Campagne-lès-Hesdin dans l'arrondissement de Montreuil-sur-Mer

Ce canton est organisé autour de Campagne-lès-Hesdin dans l'arrondissement de Montreuil. Son altitude varie de 2 m (Roussent) à 132 m (Boubers-lès-Hesmond) pour une altitude moyenne de 44 m.

## Histoire
De 1833 à 1848, les cantons de Campagne et de Fruges avaient le même conseiller général. Le nombre de conseillers généraux était limité à 30 par département.

## Représentation

### conseillers généraux de 1833 à 2015
| Période | Période      | Identité                                          | Étiquette                                | Qualité                                                                                           |
| ------- | ------------ | ------------------------------------------------- | ---------------------------------------- | ------------------------------------------------------------------------------------------------- |
| 1833    | 1842 (décès) | Nicolas François Enlart                           |                                          | Avocat et juge de paix à Montreuil Député (1792-1795 et 1815)                                     |
| 1842    | 1852         | Nicolas François Marie Enlart (fils du précédent) |                                          | Président du Tribunal civil de Montreuil                                                          |
| 1852    | 1861         | Joseph Damas Froissart (1814-1884)                |                                          | Propriétaire, maire de Campagne-lès-Hesdin                                                        |
| 1861    | 1880         | Victor Hamille                                    | Bonapartiste                             | Propriétaire à Douai, ancien Directeur des cultes Président du Conseil Général (1871-1879)        |
| 1880    | 1886         | Adrien Fresnaye-Laligant                          | Républicain                              | Propriétaire à Marenla                                                                            |
| 1886    | 1920         | Charles Guyot-Laligant                            | Républicain                              | Industriel (distillateur de cidre) et agriculteur à Maresquel                                     |
| 1920    | 1927 (décès) | Victor Morel                                      | Rad.                                     | Médecin, maire de Campagne-lès-Hesdin (1900-1927), conseiller d'arrondissement Député (1903-1927) |
| 1927    | 1934         | Louis Poupaert                                    | Rad.ind.                                 | Maire de Buire-le-Sec (1913-1949)                                                                 |
| 1934    | 1940         | Pierre Ferrier                                    | RG                                       | Médecin Maire de Campagne-lès-Hesdin (1929-1947)                                                  |
|         |              |                                                   |                                          |                                                                                                   |
| 1943    | 1945         | Marcel Harduin (1895-1975)                        | ?                                        | Cultivateur Maire de Gouy-Saint-André Nommé conseiller départemental en 1943                      |
|         |              |                                                   |                                          |                                                                                                   |
| 1945    | 1979         | Gilles Flament                                    | SFIO puis Rad. puis DVG puis PS puis DVG | Ingénieur Conseiller municipal de Campagne-lès-Hesdin                                             |
| 1979    | 1998         | Christian Tuaillon                                | RPR puis DVD                             | Médecin Conseiller municipal de Campagne-lès-Hesdin                                               |
| 1998    | 2015         | Ghislain Tétard                                   | UDF puis UMP                             | Conseiller municipal et ancien maire (2001-2008) de Beaurainville                                 |

## Conseillers d'arrondissement (de 1833 à 1940)
| Période       | Période      | Identité                      | Étiquette           | Qualité |
| ------------- | ------------ | ----------------------------- | ------------------- | --- |
| 1833          |              | Charles Augustin Dieppe       |                     | Propriétaire, juge de paix à Campagne-lès-Hesdin                                                            |
|               |              |                               |                     | |
| av.1884       | 1894 (décès) | Narcisse Joseph Morel         |                     | Médecin, mire de Campagne-lès-Hesdin, suppléant du juge de paix                                             |
| 1895          | 1901         | Auguste Vélat                 | Républicain         | Vétérinaire sanitaire à Campagne-lès-Hesdin                                                                 |
| 1901          | 1920         | Victor Morel                  | Républicain-Radical | Médecin à Campagne-lès-Hesdin, Président du Conseil d'arrondissement, député (de 1903 à 1927)               |
|               |              |                               |                     | |
| 1925          | 1927         | Louis Poupaert                | Radical             | Maire de Buire-le-Sec (1913-1949)                                                                           |
| 24 avril 1927 | 1931         | Charles Poupart               |                     | Eleveur de chevaux à Campagne-lès-Hesdin                                                                    |
| 1931          |              | Eugène Crépin Chopin (1866-?) | Républicain         | Négociant, maire de Maintenay                                                                               |
|               | 1937         | M. Roussel                    | FR                  | |
| 1937          | 1940         | Victor Pichon                 | Radical             | Agriculteur, maire de Beaurainville (1919-1927 et 1934-1940)                                                |
| 1940          |              |                               |                     | Les conseils d'arrondissement ont été suspendus par la loi du 12 octobre 1940 et n'ont jamais été réactivés |

## Composition avant 2015
Le canton de Campagne-lès-Hesdin regroupait 23 communes et comptait 10 452 habitants (recensement de 2006 population municipale).
| Communes               | Population (2012) | Code postal | Code Insee |
| ---------------------- | ----------------- | ----------- | ---------- |
| Aix-en-Issart          | 259               | 62170       | 62018      |
| Beaurainville          | 1 929             | 62990       | 62100      |
| Boisjean               | 437               | 62170       | 62150      |
| Boubers-lès-Hesmond    | 68                | 62990       | 62157      |
| Brimeux                | 735               | 62170       | 62177      |
| Buire-le-Sec           | 798               | 62870       | 62183      |
| Campagne-lès-Hesdin    | 1 729             | 62870       | 62204      |
| Douriez                | 280               | 62870       | 62275      |
| Gouy-Saint-André       | 602               | 62870       | 62382      |
| Hesmond                | 172               | 62990       | 62449      |
| Lespinoy               | 205               | 62990       | 62501      |
| Loison-sur-Créquoise   | 235               | 62990       | 62522      |
| Maintenay              | 370               | 62870       | 62538      |
| Marant                 | 72                | 62170       | 62547      |
| Marenla                | 217               | 62990       | 62551      |
| Maresquel-Ecquemicourt | 839               | 62990       | 62552      |
| Marles-sur-Canche      | 298               | 62170       | 62556      |
| Offin                  | 187               | 62990       | 62635      |
| Roussent               | 190               | 62870       | 62723      |
| Saint-Denœux           | 116               | 62990       | 62745      |
| Saint-Rémy-au-Bois     | 125               | 62870       | 62768      |
| Saulchoy               | 347               | 62870       | 62783      |
| Sempy                  | 235               | 62170       | 62787      |

## Démographie
| 1962  | 1968  | 1975  | 1982  | 1990   | 1999   | 2006   | 2009 |
| ----- | ----- | ----- | ----- | ------ | ------ | ------ | ---- |
| 8 894 | 9 606 | 9 782 | 9 913 | 10 262 | 10 229 | 10 452 | -    |